# ハロルド・ハームズワース (初代ロザミア子爵)
初代ロザミア子爵ハロルド・ハームズワース（英: Harold Harmsworth, 1st Viscount Rothermere, PC、1868年4月26日 – 1940年11月26日）は、イギリスの実業家、政治家、貴族。
兄の初代ノースクリフ子爵アルフレッド・ハームズワースからアソシエイテッド・ニュースペーパーズを引き継いだ。

## 経歴
1868年4月26日、アルフレッド・ハームズワースとその妻ジェラルディン（旧姓マフェット）の次男としてロンドン・セント・ジョン・ウッドに生まれる。兄にアルフレッド（初代ノースクリフ子爵）、弟にセシル（初代ハームズワース男爵）、レスター（初代準男爵）、ヒルデブラント（初代準男爵）らがいる。
1894年から兄アルフレッドの新聞経営に参画する。1897年には兄との共同出資で新聞社を株式会社ハームズワース・ブラザーズに改組した。
1910年7月14日に準男爵に叙される。ついで1914年1月17日に連合王国貴族爵位ロザミア男爵に叙され、貴族院議員に列する。
政治面では自由貿易と空軍強化を主張し、第一次世界大戦末の1917年11月から1918年4月にかけてロイド・ジョージ内閣で航空長官を務めた。
1919年5月17日にロザミア子爵に叙される。
1922年の兄の死でアソシエイテッド・ニュースペーパーズ社長職を引き継いだ。とりわけ『デイリー・メール』紙の発行で知られる。
1930年前後には『デイリー・エクスプレス』所有者初代ビーヴァーブルック男爵マックス・エイトケンとともに帝国内自由貿易と称した保護貿易論を唱え、統一帝国党を名乗ってその運動を主導した。
またヒトラーやムッソリーニの熱心な支持者として知られ、オズワルド・モズレーのイギリスファシスト連合も好意的に報道した。
1940年11月26日にバミューダ諸島で死去した。

## 栄典

### 爵位・準男爵位
1910年7月14日に以下の準男爵位を新規に与えられる
- （ノーフォーク州におけるホージーの）初代準男爵
（1st Baronet, "of Horsey in the County of Norfolk"）
（勅許状による連合王国準男爵位）

1914年1月17日に以下の爵位を新規に与えられた
- ケント州におけるヘムステッドの初代ロザミア男爵
（1st Baron Rothermere, of Hempstead in the County of Kent）
（勅許状による連合王国貴族爵位）

1919年5月17日に以下の爵位を新規に与えられた。
- ケント州におけるヘムズテッドの初代ロザミア子爵
（1st Viscount Rothermere, of Hampstead in the County of Kent）
（勅許状による連合王国貴族爵位）

### 名誉職その他
- 1917年、枢密顧問官 (PC)
- サザーランド副知事(DL)[3]

## 家族
1893年にメアリー・シェアと結婚し、彼女との間に以下の3子を儲ける。
- 第1子（長男）ハロルド・アルフレッド・ハームズワース（1894年 - 1918年） ： 第一次世界大戦で戦死
- 第2子（次男）ヴィアー・シドニー・ハームズワース（1895年 - 1916年） ： 第一次世界大戦で戦死
- 第3子（三男）エズモンド・セシル・ハームズワース（英語版）（1898年 - 1978年） ： 第2代ロザミア子爵位を継承。